# 10768 Сарутахіко
10768 Сарутахіко (10768 Sarutahiko) — астероїд головного поясу, відкритий 21 жовтня 1990 року.
Тіссеранів параметр щодо Юпітера — 3,640.
Названо на честь японського бога Сарутахіко.